# Caius Licinius Calvus (maître de cavalerie en -368)
Pour les articles homonymes, voir Licinius Calvus.
Caius Licinius Calvus est un homme politique de la République romaine du IVe siècle av. J.-C., premier plébéien à occuper la fonction de maître de cavalerie,.

## Famille
Il appartient aux Licinii Calvi, branche de la gens plèbéienne Licinia. Il est le fils d'un Caius Licinius et le petit-fils d'un Publius Licinius. Son nom complet est Caius Licinius C.f. P.n. Calvus.

## Biographie

### Maître de cavalerie (368)
En 368 av. J.-C. sont élus six tribuns consulaires mais la crise politique engendrée par la lutte des tribuns de la plèbe Caius Licinius Stolon et Lucius Sextius Lateranus qui défendent un projet de loi visant à plus d'égalité entre plébéiens et patriciens pousse ces derniers à recourir à un dictateur. Ils nomment Marcus Furius Camillus mais celui-ci ne parvient pas à faire fléchir la résolution des tribuns de la plèbe malgré sa menace de lever une armée et d'enrôler tout le peuple sous l'autorité militaire. Camille démissionne de sa dictature pour d'obscures raisons, à cause d'un défaut de procédure ou cédant face aux menaces d'amende des tribuns plébiens. Ces derniers profitent des quelques jours avant la nomination d'un nouveau dictateur pour réunir le peuple en assemblée. Publius Manlius Capitolinus est nommé dictateur et se montre favorable aux plébéiens en choisissant Caius Licinius Calvus pour maître de cavalerie, premier plébéien à accéder à cette fonction, chose suffisamment extraordinaire à l'époque pour que soit précisé sur les Fastes capitolins par une inscription : Primus e plebe.
Selon Plutarque et Diodore de Sicile, Publius Manlius nomme le tribun de la plèbe Caius Licinius Stolon, parent de Caius Licinius Calvus, comme maître de cavalerie, ce qui lui aurait permis de faire voter son projet de loi. Toutefois, Tite-Live affirme que le maître de cavalerie Caius Licinius a aussi été tribunus militum, le différenciant du tribun de la plèbe en exercice. Cette précision rend possible d'identifier le maître de cavalerie à Caius Licinius Calvus, qui a également été consul,.

### Consulat (364/361)
Calvus accède au consulat en 364 av. J.-C. selon les Fastes capitolins ou en 361 av. J.-C. selon Tite-Live, Plutarque et Valère Maxime, chacun inversant les dates avec celles du consulat de Caius Licinius Stolon avec lequel il y a donc de nouveau confusion. Dans chaque cas, Caius Licinius est élu avec Caius Sulpicius Peticus pour collègue,.

#### Hypothèse du consulat de 364
Caius Licinius et Caius Sulpicius accèdent au consulat et doivent faire face à une épidémie de peste qui sévit déjà depuis l'année passée. On procède à la cérémonie du lectisterne dans l'espoir de calmer la colère des dieux peut-être responsable de l'épidémie. La cérémonie n'ayant pas eu les effets escomptés, les Romains mettent en place des jeux scéniques (ludi scaenici), une nouveauté pour un peuple qui ne connaissait que les jeux du cirque,.

#### Hypothèse du consulat de 361
Les consuls Caius Licinius et Caius Sulpicius prennent le commandement de l'armée pour affronter les Herniques mais ces derniers évitent les batailles rangées. Les consuls s'emparent de Ferentinum avant de retourner à Rome en passant par Tibur. Les Tiburtins refusent l'accès à la ville, ce qui déclenche une crise diplomatique. Le Sénat dépêche des Fétiaux pour mener une enquête mais finalement la guerre est déclarée. Un des deux consuls obtient l'honneur de célébrer un triomphe pour les victoires en territoire hernique.
Peu après, selon Caius Licinius Macer, un dictateur est nommé par Caius Licinius afin de réunir les comices pour contrer des manœuvres politiques de son collègue Caius Sulpicius qui aurait pour ambition de se maintenir au consulat pour l'année suivante en anticipant la tenue des comices au détriment de la gestion de la campagne militaire. Tite-Live, qui rapporte cette version de Licinius Macer, n'y accorde que peu de crédit, accusant Licinius Macer de déformer les faits au bénéfice de la gens Licinia. Selon Tite-Live, la nomination de Titus Quinctius Poenus Capitolinus Crispinus comme dictateur est due à l'approche de Gaulois qui viennent établir leur camp sur la Via Salaria, au-delà de l'Anio.